# La leggenda di Aladino
La leggenda di Aladino (in russo: Волшебная лампа Аладдина, traslitterato: Volshebnaya lampa Aladdina) è un film del 1966 diretto da Boris Vladimirovič Rycarev. È stato distribuito in Italia anche come La lampada di Aladino.

## Trama
Un mago cattivo convince il povero Aladino a recuperare per lui la lampada magica, fingendosi suo zio. Aladino riesce accidentalmente a diventare il padrone del genio della lampada, e decide di utilizzarlo per riuscire a sposare la principessa Budur.

## Distribuzione
Nell'Unione Sovietica il film è stato distribuito il 30 dicembre 1967, mentre in Italia è stato proiettato nelle sale nel 1971.

## Edizioni home video
In Italia il film è stato pubblicato a inizio anni novanta dalla Cine Video International con il titolo originale e nel 1993 dalla Vivivideo con il titolo La lampada di Aladino e un altro doppiaggio.